# Diora
Diora, monotipski rod gomoljastih geofita iz porodice šparogovki smješten u tribus Anthericeae, dio je potporodice saburovki. Jedina vrsta je peruanski endem D. cajamarcaensis.
Rod je opisan u Opera Botanica 92: 189. 1987.

## Sinonimi
- Anthericum cajamarcaense Poelln.; Rev. Sudamer. Bot. 7: 100 (1942)